# Bessarion (cráter)

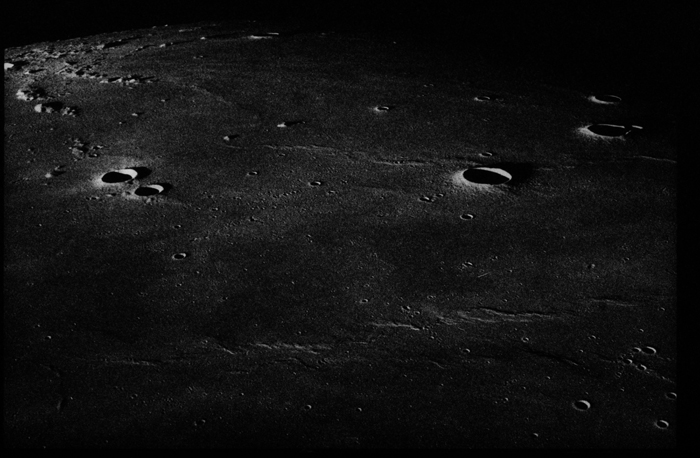
Vista oblicua de Bessarion

Bessarion es un cráter de impacto lunar situado cerca del borde suroeste del Mare Imbrium. A cierta distancia hacia el este se halla el cráter T. Mayer. Es un impacto con forma de cuenco, que presenta una moderada elevación central y un albedo más alto que el del mar lunar circundante, por lo que aparece como un elemento más brillante cuando el sol está por encima.

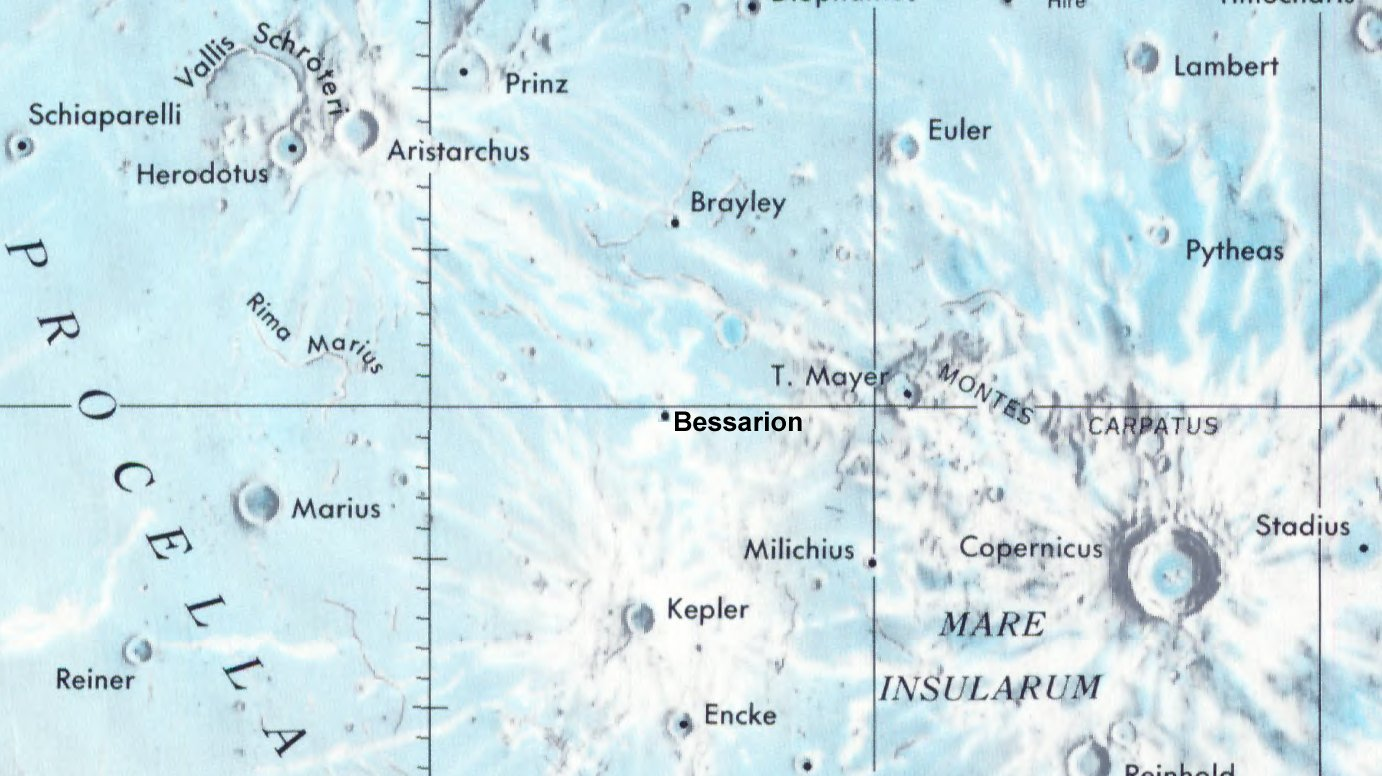
Localización de Bessarion (centro de la pantalla)

Justo al norte de Bessarion aparece un cráter más pequeño, Bessarion E, que también tiene un albedo relativamente alto. Este cráter es a veces llamado Virgilio, aunque este nombre no es reconocido oficialmente por la Unión Astronómica Internacional.

## Cráteres satélite
Por convención estos elementos son identificados en los mapas lunares poniendo la letra en el lado del punto medio del cráter que está más cerca de Bessarion.
|           | \| Bessarion \| Coordenadas \| Diámetro \| \| --------- \| ----------------------------- \| -------- \| \| A \| 17°06′N 39°48′O / 17.1, -39.8 \| 13 km \| \| B \| 16°48′N 41°42′O / 16.8, -41.7 \| 12 km \| \| C \| 16°00′N 42°36′O / 16.0, -42.6 \| 9 km \| \| D \| 19°48′N 41°42′O / 19.8, -41.7 \| 9 km \| \| E \| 15°24′N 37°18′O / 15.4, -37.3 \| 8 km \| \| G \| 14°54′N 40°18′O / 14.9, -40.3 \| 4 km \| \| H \| 15°18′N 41°24′O / 15.3, -41.4 \| 5 km \| \| V \| 15°00′N 35°00′O / 15.0, -35.0 \| 3 km \| \| W \| 16°42′N 36°54′O / 16.7, -36.9 \| 3 km \| |          |
| Bessarion | Coordenadas | Diámetro |
| A         | 17°06′N 39°48′O / 17.1, -39.8 | 13 km    |
| B         | 16°48′N 41°42′O / 16.8, -41.7 | 12 km    |
| C         | 16°00′N 42°36′O / 16.0, -42.6 | 9 km     |
| D         | 19°48′N 41°42′O / 19.8, -41.7 | 9 km     |
| E         | 15°24′N 37°18′O / 15.4, -37.3 | 8 km     |
| G         | 14°54′N 40°18′O / 14.9, -40.3 | 4 km     |
| H         | 15°18′N 41°24′O / 15.3, -41.4 | 5 km     |
| V         | 15°00′N 35°00′O / 15.0, -35.0 | 3 km     |
| W         | 16°42′N 36°54′O / 16.7, -36.9 | 3 km     |

## Referencias

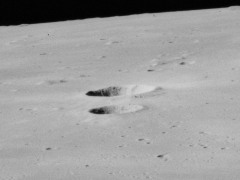
Vista oblicua de Bessarion (misión Apolo 15)